# Juliano Ribeiro Salgado

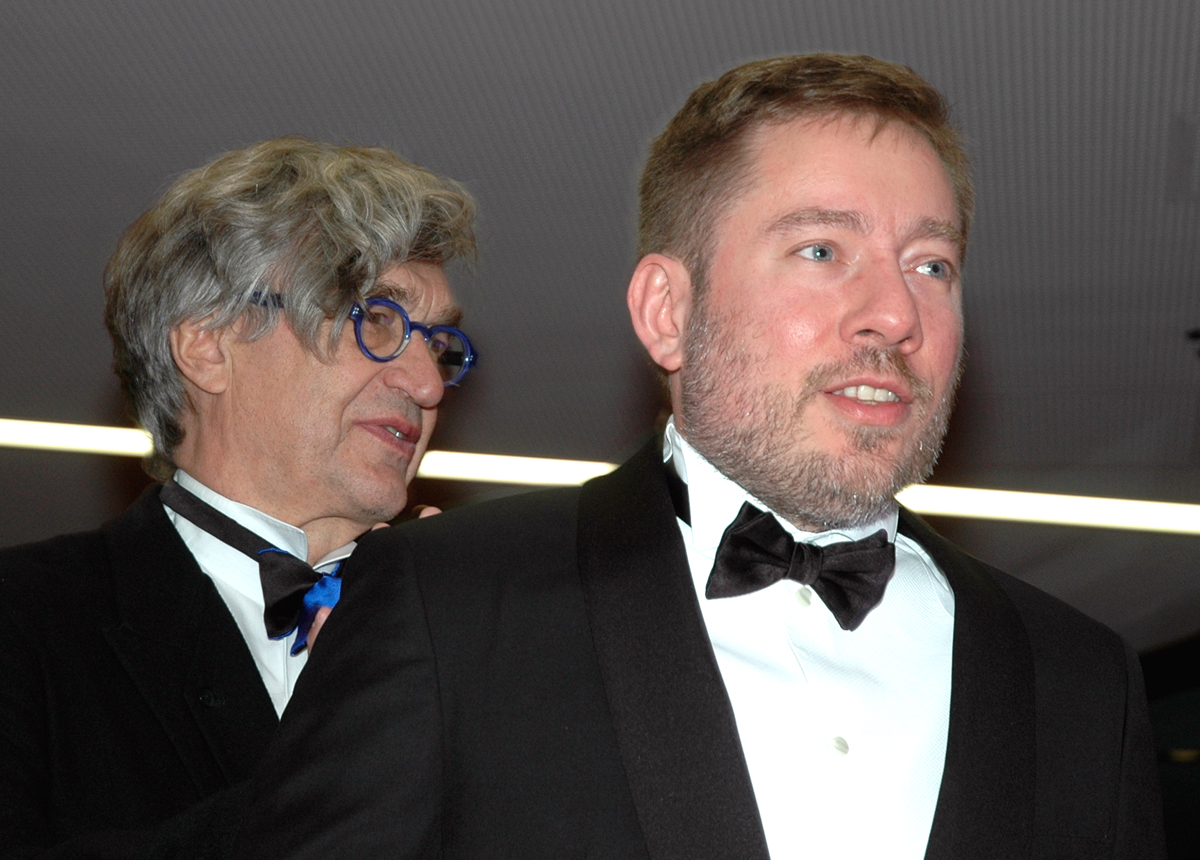
Juliano Salgado (rechts) und Wim Wenders auf dem Filmfest München 2014

Juliano Ribeiro Salgado (* 1974 in Paris) ist ein brasilianischer Regisseur, Drehbuchautor und Kameramann von Dokumentarfilmen, der bei der Oscarverleihung 2015 zusammen mit Wim Wenders und David Rosier für den Oscar in der Kategorie Bester Dokumentarfilm für seine Arbeit bei Das Salz der Erde nominiert war. Der Film gewann 2015 auch einen César als Bester Dokumentarfilm.

## Leben
Salgado wurde als Sohn des Fotografen Sebastião Salgado und der Pianistin und Architektin Lélia Deluiz Wanick in Paris geboren. Er hat einen fünf Jahre jüngeren Bruder, der das Down-Syndrom hat. Er lebt in Berlin und ist Vater eines Sohnes.
Das Salz der Erde erzählt die Lebensgeschichte Sebastião Salgados. Nach Juliano Salgados eigenen Angaben hat dieses Filmprojekt die angespannte Beziehung zu seinem Vater deutlich verbessert. Der Film erhielt mehrere Auszeichnungen, darunter den Spezialpreis der Jury "Un Certain Regard" der Internationalen Filmfestspiele von Cannes sowie den Publikumspreis des San Sebastian Film Festival. Darüber hinaus war der Film für einen César und einen Oscar, jeweils in der Kategorie "Bester Dokumentarfilm", nominiert.

## Filmografie (Auswahl)
- 2005: Paris la métisse (Dokumentarfilm)
- 2007: In the Hands of the Gods (Dokumentarfilm)
- 2009: Die Insel Nauru (Dokumentarfilm)
- 2014: Das Salz der Erde (The Salt of the Earth, Dokumentarfilm)